# Piotr Olewiński
Piotr Olewiński (ur. 1 stycznia 1895 w Kołbach na Polesiu, zm. 10 kwietnia 1962 w Konstancinie) – polski instruktor harcerski, członek pierwszej Naczelnej Rady Harcerskiej ZHP i pierwszy skarbnik ZHP, harcmistrz Rzeczypospolitej, kapitan piechoty rezerwy Wojska Polskiego, działacz niepodległościowy, kawaler Orderu Virtuti Militari, poseł na Sejm II RP, w latach 1931–1934 prezydent miasta Pińska, senator II RP, członek Rady Głównej  Centralnego Towarzystwa Organizacji i Kółek Rolniczych od 1934 roku, II-wiceprezes Zarządu Okręgu Brześć nad Bugiem Związku Legionistów Polskich w 1936 roku.

## Młodość
Urodził się 1 stycznia 1895 w Kołbach na Polesiu, w rodzinie Józefa Kalasantego i Józefy ze Świeżyńskich, właścicieli majątku ziemskiego w Kołbach. Był starszym bratem Stanisława (ur. 1896), posła na Sejm IV kadencji. Wykształcenie początkowe zdobył w domu rodzinnym. Następnie podjął naukę w Warszawie w Szkole Realnej Stowarzyszenia Techników im. Stanisława Staszica.

## Działalność skautowa
W 1911, jako członek Organizacji Młodzieży Narodowej (OMN) szkół średnich PET, wziął udział w tworzeniu drużyny skautowej (późniejsza 16 WDH) na terenie swojej szkoły. Był zastępowym i pierwszym pomocnikiem drużynowego – Jerzego Wądołkowskiego. Od końca listopada brał udział w pracach tajnej Komisji Porozumiewawczej różnych organizacji niepodległościowych prowadzących pracę skautową, której celem było ujednolicenie pracy prowadzonej w ramach tych organizacji i podporządkowanie jej jednemu ściśle skautowemu kierownictwu, oraz nawiązanie kontaktu organizacyjnego z Naczelnictwem Skautowym we Lwowie. Efektem tych prac było utworzenie Naczelnej Komendy Skautowej w Kongresówce jako władzy zwierzchniej wszystkich odłamów skautingu. Efektem tego było też zjednoczenie dwóch plutonów skautowych działających w szkole Staszica, a podporządkowanych „Zarzewiu” i OMN, w jedną Drużynę Skautową im. Zawiszy Czarnego.
W 1913 wziął udział jako zastępowy w pierwszym w Polsce konspiracyjnym obozie skautowym przeprowadzonym przez 16 WDH w Kołbach na Polesiu, w majątku jego rodziców. We wrześniu uczestniczył w kursie instruktorskim Naczelnej Komendy Skautowej w Warszawie na Dynasach, gdzie przeszedł próbę na I stopień, wobec komisji egzaminacyjnej złożonej z księdza Lutosławskiego, Czesława Jankowskiego, Alojzego Pawełka i Stefana Pomarańskiego. Został mianowany drużynowym i odkomenderowany do Drużyny im. Tadeusza Rejtana (późniejsza 2 WDH) działającej w szkole Chrzanowskiego (później im. Zamoyskiego). W okresie Bożego Narodzenia, jako zastępowy (członek kadry), wziął udział w kursie instruktorskim dla kierowników pracy skautowej z prowincji, przeprowadzonym przez Radę Drużynowych Warszawskich w Strachowie koło Urli (w willi państwa Rudnickich).

## Współtwórca warszawskiego skautingu
W tym samym roku skończył także naukę w szkole. Po maturze zapisał się na Kursy Przemysłowo-Rolnicze Józefa Mikułowskiego-Pomorskiego. Został przyjęty do tajnego Związku Młodzieży Polskiej „Zet”. Wiosną 1914 zorganizował skautową Komisję Dostaw przy pl. Trzech Krzyży 8, którą prowadził ponad rok. Na Wielkanoc wystąpił w składzie komisji egzaminacyjnej na II i III stopień na wycieczce Drużyny im. Zawiszy Czarnego w Grotowicach.

### Rozłamy w warszawskim skautingu
Jesienią 1914, już po wybuchu wojny, został członkiem tajnej Wolnej Szkoły Wojskowej przygotowującej kandydatów do Legionów Polskich. Wtedy też wziął udział w proteście drużynowych przeciwko postawie ks. Lutosławskiego, opowiadającego się za współpracą z Rosją i krytykującego czyn zbrojny Legionów Piłsudskiego. Wraz z innymi drużynowymi domagał się ustąpienia ks. Lutosławskiego z Naczelnej Komendy Skautowej i został za to zdegradowany. NKS próbowała odsunąć go od pracy w drużynie. Było to przyczyną rozłamu w 2 WDH. Część drużyny opowiedziała się za drużynowym, a część za NKS. Większość drużyn warszawskich opowiedziała się jednak za Legionami Piłsudskiego i za walką przeciwko Rosji. Zbuntowani drużynowi w liczbie 13 wypowiedzieli posłuszeństwo warszawskiemu NKS-owi i utworzyli Wydział Rady Drużynowych tzw. „Rebelia”, jako władzę nad drużynami stojącymi poza NKS. Piotr Olewiński został przewodniczącym zbuntowanej Rady Drużynowych. Do wiosny 1915 prowadził pertraktacje w sprawie zjednoczenia. W wyniku osiągniętego porozumienia ks. Lutosławski ustąpił z władz NKS i rozłam został zażegnany. Skauting warszawski w całości opowiedział się za czynem zbrojnym przeciwko Rosji.
Po odejściu Rosjan z Warszawy i zajęciu jej przez Niemców 5 sierpnia 1915, większość drużynowych i starszych skautów wstąpiła do Batalionu Warszawskiego POW. Był wśród nich Piotr Olewiński. Na potrzeby Batalionu przekazał cały zapas pasów skórzanych ze swojej Komisji Dostaw. Batalion po trzytygodniowym przeszkoleniu wojskowym wyruszył 22 sierpnia w pole, aby pod Włodawą połączyć się z I Brygadą Legionów. Piotr poszedł do walki, dołączając – jako sierżant – do 5 pułku piechoty Legionów w Brześciu nad Bugiem.
Praca większości drużyn warszawskich ukierunkowana została na różnorakie wspieranie czynu legionowego. To wywołało nowe sprzeciwy ze strony Naczelnej Komendy Skautowej, która pomimo pozornej zgody, nie zmieniła swojego prorosyjskiego nastawienia. Częste konflikty i zatargi, do jakich dochodziło w związku z tym, pomiędzy drużynowymi a władzami NKS, doprowadziły do kolejnego, o wiele poważniejszego rozłamu w skautingu warszawskim. Połowa drużyn oderwała się od NKS, stworzyła niezależną od niej Warszawską Komendę Skautową i zgłosiła akces do utworzonej w Piotrkowie Polskiej Organizacji Skautowej jednoznacznie opowiadającej się za Piłsudskim i współpracą z Legionami. Rozłam ten był bardzo bolesny dla skautingu. Ciągnął się miesiącami, doprowadzając do otwartej wrogości pomiędzy drużynami i skautami podlegającymi różnym komendom. Stało się to przyczyną obniżenia poziomu prac skautowych i zagroziło zaprzepaszczeniem idei braterstwa skautowego. W tej sytuacji NKS oficjalnie poprosił Komendanta Piłsudskiego o zwolnienie z Legionów dwóch drużynowych posiadających największy autorytet w Warszawie, Piotrka Olewińskiego i Jurka Wądołkowskiego (obaj byli Zawiszakami), by ci swoim autorytetem pomogli w ratowaniu sytuacji. Na skutek tych starań, w marcu 1916 Piotr Olewiński wrócił do Warszawy. Nie zgłosił się jednak oficjalnie do pracy w żadnej z grup, by nie pogłębiać rozłamu. Prowadził natomiast intensywne pertraktacje. W ich rezultacie, 2 maja 1916 doszło do wspólnego zebrania obu komend skautowych. Obradom przewodniczył Piotr Olewiński. Po dwunastogodzinnej dyskusji doszło do scalenia obu organizacji.

## ZHP
Piotr Olewiński został szefem Głównej Kwatery, a parę miesięcy później, w grudniu 1916, Komendantem I Okręgu Stołecznego Związku Harcerstwa Polskiego. W 1917 został kierownikiem Wydziału Prowincjonalnego Głównej Kwatery ZHP w Warszawie. Jego praca polegała na wspieraniu drużyn spoza Warszawy, działających w miastach i miasteczkach od Łodzi po Białystok i wprzęgnięciu ich w jednolite ramy organizacyjne. Kilkakrotnie przekradał się przez granicę na teren okupacji austriackiej (Warszawa była pod okupacją niemiecką) w celu prowadzenia prac scaleniowych w działających tam środowiskach skautowych.
Jako legionista odmówił złożenia przysięgi na wierność cesarzowi niemieckiemu i został internowany w Szczypiornie. Latem 1918 powrócił z internowania do Warszawy. Na Zjeździe Zjednoczeniowym całego polskiego harcerstwa w jeden Związek Harcerstwa Polskiego w dniach 1–2 listopada 1918 został wybrany do Naczelnej Rady Harcerskiej.
W listopadzie 1918 skończyła się I wojna światowa. Harcerze wzięli czynny udział w rozbrajaniu Niemców. Już w Polskim Wojsku powstał Batalion Harcerski w Warszawie. Piotr Olewiński wszedł w skład Komendy Batalionu jako dowódca 3 kompanii. Harcerze rwali się na front. Jednak władze wojskowe wolały zatrzymać jeden z najbardziej pewnych oddziałów w Warszawie. Po kilkumiesięcznym okresie szkolenia i służby garnizonowej Batalion został rozwiązany, a jego żołnierze rozdzieleni do różnych oddziałów wojskowych. Piotr otrzymał przydział do Komisji Wojskowej przy Naczelnym Dowództwie Wojska Polskiego, a następnie został oddelegowany do pracy w harcerstwie.
W lipcu 1919 NRH powołała do życia Naczelnictwo ZHP. Piotr Olewiński został wybrany w skład pierwszego Naczelnictwa i pełnił w nim odpowiedzialną funkcję skarbnika ZHP.
Po zajęciu przez Wojsko Polskie Pomorza, przyznanego Polsce przez traktat wersalski, Piotr Olewiński wyruszył z misją utworzenia lokalnych władz wobec istniejących tam środowisk harcerskich. Dzięki jego zabiegom zostało utworzone w Toruniu Naczelnictwo Harcerskich Drużyn Pomorza, Warmii, Mazur i Gdańska, którego pierwszym zadaniem stało się zorganizowanie kursów instruktorskich dla obecnych i przyszłych drużynowych. Kontynuował też przerwaną naukę, wstępując do Wyższej Szkoły Handlowej im. A. Zielińskiego.
Latem 1920 w obliczu zagrożenia świeżo odzyskanej niepodległości ze strony Rosji bolszewickiej, sformowała się Armia Ochotnicza. Ważną rolę odegrali w niej harcerze, którzy zgłaszali się zwartymi oddziałami do wojska. Spośród nich zostały uformowane 201, 205 i 236 ochotnicze pułki piechoty zwane Pułkami Harcerskimi. Harcerze otrzymali przywilej noszenia Krzyża Harcerskiego na mundurze. Piotr Olewiński został dowódcą 10 kompanii 201 pułku piechoty. W bitwie pod wsią Pęchratka k. Ostrowi Mazowieckiej jego oddział wpadł w sowiecką zasadzkę. Piotr został dwukrotnie ranny. Pomimo to udało mu się wyprowadzić oddział z zasadzki. Po wojnie, już jako porucznik, został zwolniony do rezerwy.
Podjął pracę jako dzierżawca majątku. Działał w różnych organizacjach rolniczych, m.in. był pierwszym przewodniczącym Centralnego Związku Młodzieży Wiejskiej.
W 1927, w uznaniu zasług, został mianowany Harcmistrzem Rzeczypospolitej. Tylko raz w historii harcerstwa godnością tą zostało wyróżnionych dwunastu instruktorów i instruktorek ZHP.

## Działalność polityczna
W 1928 został wybrany posłem na Sejm RP. Pełnił różne funkcje poselskie, m.in. był sekretarzem Komisji Reform Rolnych i członkiem Komisji Rolnej. W latach 1931–1934 pełnił funkcję prezydenta Pińska. W 1935 został wybrany senatorem RP.
W 1934 był porucznikiem rezerwy 83 pułku piechoty w Kobryniu, ze starszeństwem z dniem 1 czerwca 1919 i 893. lokatą w korpusie oficerów piechoty. Pozostawał w ewidencji Powiatowej Komendy Uzupełnień w Pińsku. Na stopień kapitana rezerwy został mianowany ze starszeństwem z 19 marca 1939 i 30. lokatą w korpusie oficerów piechoty.
W Senacie zasiadał w Komisji Administracyjnej i Regulaminowej. Nadal też pełnił różnego rodzaju funkcje harcerskie jako członek NRH i Komisji Kół Harcerzy z Czasów Walk o Niepodległość. W 1939 był przewodniczącym Zarządu Okręgu Warszawskiego ZHP.

## Okupacja niemiecka
W okresie okupacji niemieckiej pozostał w kraju i uczestniczył w tajnej działalności Naczelnictwa ZHP, współpracując z księdzem hm RP Janem Mauersbergerem przewodniczącym ZHP podczas wojny.

## Po wojnie
Po wojnie uczestniczył w pracach Komisji Historycznej NRH i Kręgu „Wigry” przy Głównej Kwaterze ZHP.
Całe swoje życie poświęcił służbie Polsce. Był jedną z najwybitniejszych postaci polskiego harcerstwa. Nigdy nie stracił kontaktu ze swoją macierzystą 16 Warszawską Drużyną Harcerzy. Był gościem jubileuszy 25-lecia i 50-lecia 16 WDH.
Zmarł nagle w Konstancinie 10 kwietnia 1962. Został pochowany na cmentarzu parafialnym w Skolimowie (grób nr 3564).

## Ordery i odznaczenia
- Krzyż Srebrny Orderu Wojskowego Virtuti Militari nr 4531 (1922)[8][3]
- Krzyż Niepodległości (6 czerwca 1931)[9][10]
- Krzyż Kawalerski Orderu Odrodzenia Polski[11]
- Krzyż Walecznych (dwukrotnie)[10]
- Złoty Krzyż Zasługi[11]
- Odznaka pamiątkowa Polskiej Organizacji Wojskowej[10]